# Widzenie przestrzenne

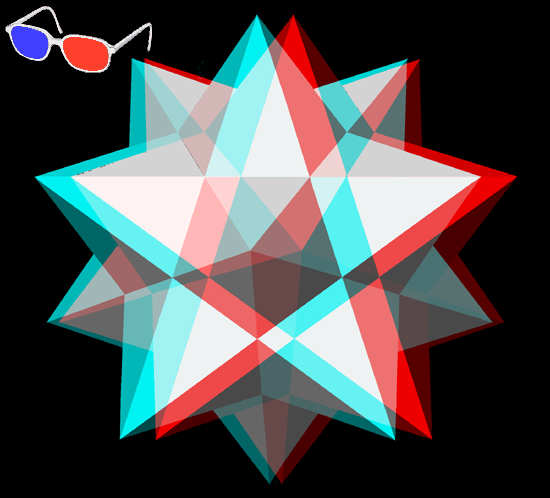
Przykład bryły geometrycznej w trzech wymiarach (anaglif)

Widzenie przestrzenne jest sumą wielu czynników, wśród których widzenie obuoczne odgrywa chyba najważniejszą rolę. Właśnie widzenie z dwóch punktów stanowi podstawę stereoskopii (zob. też widzenie stereoskopowe). Inne czynniki spotykamy w malarstwie: światłocień i perspektywę powietrzną. Oto siedem wskazówek jednoocznych, którym zawdzięczamy ocenę odległości przedmiotów mimo braku stereopsji:
1. Paralaksa: właśnie widzenie parą oczu, które widzą prawie to samo. Ledwie zauważalne różnice między postrzeganymi obrazami najlepiej informują nas o trzecim wymiarze świata, i właśnie zjawisko paralaksy stało się podstawą stereoskopii. Znaczenie tego czynnika maleje jednak szybko wraz ze wzrostem odległości. Patrząc w stereoskop, zamykajmy na przemian prawe i lewe oko. Przekonamy się, że obydwa obrazki różnią się nieco – przedmioty położone najbliżej pozornie przemieszczają się na tle dalszych.
2. Konwergencja: oglądając z bliska jakiś niewielki przedmiot, mimowolnie robimy zbieżnego zeza. Osie gałek ocznych ustawiają się tak, aby przedmiot znalazł się pośrodku pola widzenia obu oczu. Najłatwiej udaje się to niemowlętom, które dzięki elastycznym więzadłom ustalającym położenie gałek ocznych, mogą oglądając np. grzechotkę zezować tak bardzo, że matki wpadają w panikę. Również i ten czynnik ma znaczenie tylko przy niewielkich odległościach.
3. Akomodacja: oko nastawia się bez naszej woli na odległość do interesującego nas szczegółu znajdującego się w polu widzenia. Patrząc przez siatkę ogrodzenia na daleki krajobraz, widzimy ostro albo siatkę, albo krajobraz. Soczewki w naszych oczach kurczą się lub rozciągają, zapewniając zawsze ostry obraz na siatkówce. Z wiekiem soczewki tracą elastyczność i po czterdziestce wielu z nas trudno obejść się bez okularów. Jeżeli korzystamy z lornetki, to musimy obracając środkowym pokrętłem dostosować ją do odległości od obserwowanego przedmiotu, a zarazem do naszego wzroku. Nasz narząd wzroku czyni to samo – bez naszej wiedzy i woli. W przypadku oglądania obrazów stereoskopowych akomodacja nie odgrywa żadnej roli – wszystkie przedmioty na zdjęciu są jednakowo ostre, bez potrzeby akomodowania.
4. Perspektywa geometryczna: z doświadczenia wiemy, że przedmioty bliższe są pozornie większe i że zasłaniają położone dalej przedmioty. Równoległe linie – gzymsy budynków, krawężniki uliczne – pozornie zbiegają się w nieskończenie odległych punktach, położonych w poziomie horyzontu. Znajomość praw perspektywy pozwoliła malarzom renesansu i baroku tworzyć obrazy i freski przedstawiające z niezwykłą dokładnością fantastyczne budowle; niekiedy rzeczywista architektura przechodziła w iluzoryczny ciąg dalszy, namalowany na gładkiej ścianie lub sklepieniu.
5. Perspektywa powietrzna: powietrze, szczególnie w wielkich miastach, zawiera wiele cząsteczek pyłu i zawieszone kropelki wody, tworzące mgłę. Wskutek tego położone dalej przedmioty tracą szczegóły, barwy szarzeją, kontury rozmywają się stopniowo. Dawni malarze uważali, że mgła zamazuje odległe krajobrazy, dopiero impresjoniści w końcu XIX wieku odkryli uroki zwiewnych mgieł, przetykanych promieniami słońca.
6. Cienie i połysk powierzchni: oświetlone przedmioty rzucają cień. Często dopiero cień ujawnia rzeczywisty kształt pozornie płaskiej bryły. Słońce w godzinach południowych rzuca krótkie, twarde cienie. Dopiero o zachodzie słońca cienie wydłużają się, ślizgając po nierównościach terenu. Światło podkreśla także połyskujące wypukłości brył i fakturę materiału. Malutki refleks światła w źrenicy oka ożywia spojrzenie, nadając wyraz twarzy portretowanej osoby.
7. Ruch: poruszając się np. pociągiem, widzimy, jak bliższe przedmioty przesuwają się na tle dalszych, a obiekty na odległym horyzoncie zdają się stać w miejscu. Często jednak wystarczy krok w prawo lub lewo, aby zmienił się obraz w celowniku naszego aparatu fotograficznego, aby powstała para zdjęć stereoskopowych.

U osób, które nie widzą przestrzennie wskutek choroby zezowej postrzeganie przestrzeni (a ściślej wnioskowanie o przestrzennym układzie przedmiotów) odbywa się na podstawie przesłanek nr 4, 5, 6 i 7, a ponadto dzięki doświadczeniu, czyli wiedzy lub podświadomej pamięci o sposobie rozmieszczenia przedmiotów (np. mebli w mieszkaniu) i ich wzajemnych proporcjach (gabarytach).